# Brightlingsea Regent FC
Brightlingsea Regent FC is een voetbalclub uit Engeland, die in 2005 is opgericht en afkomstig is uit Brightlingsea (Essex). De club speelt anno 2020 in de Isthmian League Premier Division.

## Erelijst
- Isthmian League Premier Division one north : 2016-2017
- Eastern Counties League Division One Knock-out Cup : 2012-2013
- Essex Senior League : 1988-1989, 1989-1990
- Essex & Suffolk Border League (Premier Division) : 2010-2011
- Essex & Suffolk Border League (Division One) : 1946-1947, 1960-1961
- Essex & Suffolk Border League (Division two) : 2005-2006
- Essex & Suffolk Border League (League cup) : 1971-1972
- Essex & Suffolk Border League (Division one Knock out cup) : 1960-1961
- Essex & Suffolk Border League (A.V. Lee Service Memorial Cup) : 2010–11
- Tolleshunt D’Arcy Memorial Cup : 2017-2018, 2018-2019

## Records
- Beste FA Cup-prestatie: derde kwalificatieronde, 2018–19
- Beste prestatie FA Trophy: derde kwalificatieronde, 2018–19
- Beste FA Vase-uitvoering: vijfde ronde, 2013–14
- Recordaantal bezoekers: 1.200 vs Colchester United, vriendschappelijk, 1988